# Dietes robinsoniana
Espèce
Dietes robinsoniana est une espèce de plantes à fleurs de la famille des Iridaceae endémique de l'île Lord Howe en Australie.

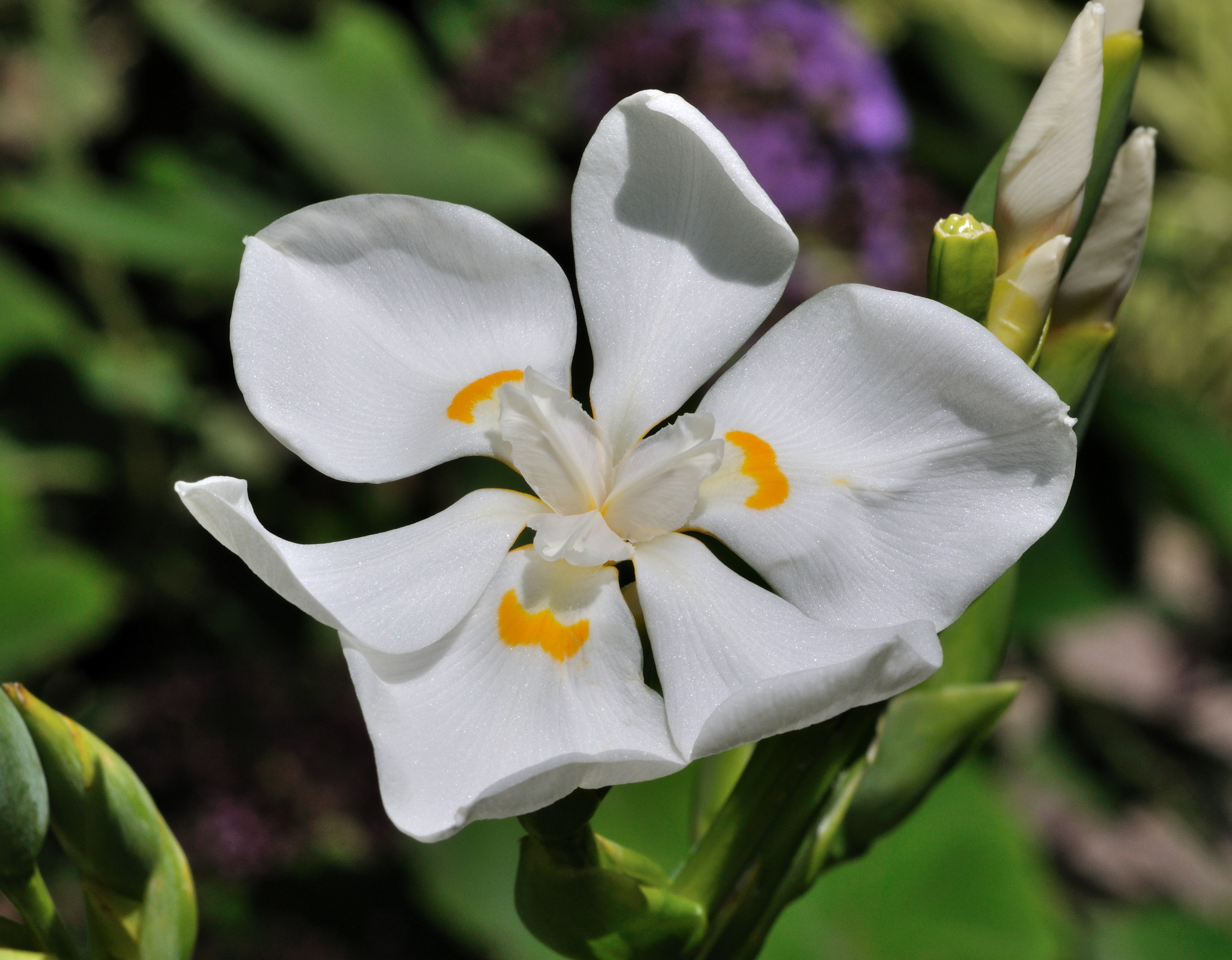
Fleur.

## Répartition et description
Dietes robinsoniana pousse en bordure de forêt et sur les sommets des monts Gower et Lidgbird et derrière les plages de l'île Lord Howe.
C'est l'une des disjonctions biogéographiques les plus intrigantes et les plus remarquables au monde, ses plus proches parents phylogénétiques se situant en Afrique.  
C'est la plus grande plante du genre Dietes .  Il ne tolère pas les températures froides.[réf. souhaitée]

## Systématique
Le nom correct complet (avec auteur) de ce taxon est Dietes robinsoniana (F.Muell.) Klatt.
L'espèce a été initialement classée dans le genre Iris sous le basionyme Iris robinsoniana F.Muell..
Dietes robinsoniana a pour synonymes :
- Iris robinsoniana F.Muell.
- Moraea robinsoniana (F.Muell.) Benth.